# Walter de Coventre
Walter de Coventre (fallecido en 1371 o 1372) fue un eclesiástico escocés del siglo XIV. No hay datos acerca de sus fecha nacimiento, familia u orígenes, aunque probablemente proviniera de la región cercana a Abernethy (en la actualidad Perth y Kinross), donde se sabe que existía una familia apellidada Coventre. Walter aparece por primera vez en los documentos en la década de 1330, como estudiante de la Universidad de París. Desde allí se dirigió a la Universidad de Orleans, primero como estudiante y después como docente. Estudió la siete Artes liberales, además de la ley civil y la ley canónica, llegando a realizar dos doctorados. Sus estudios fueron sufragados, al menos parcialmente, por los bienes de los que era beneficiarios en Escocia. A pesar de mantener quizás más de cinco beneficios al mismo tiempo, no volvió a su tierra natal hasta los últimos años de la década de 1350.
A su regreso, Walter se convirtió rápidamente en deán de la catedral de Aberdeen. Desde allí se vio implicado en numerosos asuntos eclesiásticos de alto nivel entre la Iglesia de Escocia y Domhnall II, conde de Mar. En algún momento anterior a junio de 1361, el capítulo catedralicio de Dunblane le eligió su obispo. Viajó a Francia para confirmar sus elección por el papa en Aviñón, que autorizó su consagración. Walter fue obispo durante diez años. Se conservan datos muy escasos de su episcopado, pero se sabe que presidió como juez en diversas disputas legales, promulgó una dispensa para un importante matrimonio irregular, asistió al Parlamento y actuó como enviado de la Corona escocesa en Inglaterra. Falleció en una fecha indeterminada, en 1371 o 1372.